# Nicole Gronemeyer (Juristin)
Nicole Gronemeyer ist eine deutsche Juristin, Rechtsanwältin, Notarin und Richterin.

## Beruflicher Werdegang
Nicole Gronemeyer studierte in Bremen Rechtswissenschaft. Am Oberlandesgericht Bremen leistete sie ihr Rechtsreferendariat ab. Sie ist seit 2007 Rechtsanwältin und seit 2016 Notarin. Als Anwältin betreut sie in der Kanzlei Korzus und Partner in Bremen die Schwerpunkte Immobilienrecht (Kaufrecht, Miet- und WEG-Recht), Erbrecht und Forderungseinzug. Als Notarin ist sie in den Bereichen Vorsorgevollmachten/Patientenverfügungen, im Immobilien- und Gesellschaftsrecht sowie in allen vertragsgestaltenden erb- und familienrechtlichen Angelegenheiten tätig.
Auf Vorschlag der SPD-Fraktion wählte die Bremische Bürgerschaft am 25. September 2019 Nicole Gronemeyer zum stellvertretenden Mitglied an den Staatsgerichtshof der Freien Hansestadt Bremen.

## Ämter und Mitgliedschaften
- Mitglied im Deutschen und Bremischen Anwaltsverein[2]
- 2008 Beisitzerin in der Arbeitsgemeinschaft der sozialdemokratischen Juristinnen und Juristen (AsJ) in Bremen[4], Wiederwahl 2012
- 2010 Vorsitzende des SPD-Ortsvereins Schwachhausen-Nord[5]

## Publikationen (Auswahl)
- Kathrin Heerdt, Nicole Gronemeyer: Beschleunigte Schadensregulierung. Haftpflichtversicherungsansprüche in der Insolvenz des Schädigers. In: Deutscher AnwaltSpiegel DAS 03/2011